# 立陶宛立特
立陶宛立特（ISO代码：LTL；符号：Lt），立陶宛曾经的法定货币，主单位为立特，辅币单位为分（常称：立分），1立特=100立分。货币名称立特（litas）是从国家名称立陶宛（Lietuvos）衍生而来的。
1922年10月2日，刚于第一次世界大战后脱离俄罗斯独立的立陶宛首次发行立特。第二次世界大战后，立陶宛被苏联吞并，随之立特也被苏联卢布取代。1990年3月11日，立陶宛宣布脱离苏联独立，经过临时货币立陶宛塔龙那的过渡，立陶宛於1993年6月25日再次发行立特。1994年至2002年间，立特汇率以4：1的比率紧盯美元；2002年起，立特汇率改以3.4528：1的比率紧盯欧元。立陶宛曾计划在2007年1月1日用欧元替代本国货币立特，但最终因通貨膨脹和經濟衰退而未实行，之后多次推迟，于2015年1月1日立陶宛的流通货币正式改为欧元。

## 历史
1922年10月2日，刚刚于第一次世界大战后脱离俄罗斯独立的立陶宛首次发行立特。第二次世界大战之后，立陶宛被苏联吞并，随之立特也被苏联卢布取代。经过临时货币立陶宛塔龙那的过渡，立特于1993年6月25日再次称为立陶宛的国家货币，发行时的收兑比率为1立特=100塔龙那。

### 准备工作
早在立陶宛宣告独立之前，发行立特的官方准备工作就开始了，纵然立陶宛仍是苏联的一部分，也将在境内发行立特来与苏联卢布同时流通。1989年12月，艺术家们就被要求提交硬币和纸币设计的草图，同时，还编制了名人名单来决定谁将被印到钞票上。
1990年3月1日，立陶宛银行成立。10天后，立陶宛宣告独立。最初立陶宛政府曾与法国公司欧贝特科技来印制新的立特钞票，但最终无果。1990年11月，立陶宛银行决定与美国钞票公司合作，1991年晚秋，第一批立特纸币和硬币抵达立陶宛。
1991年11月，货币发行法通过，立特委员会成立。它有权决定立特进入流通的时间、卢布的废止和立特的汇率等事项。为避免新生的立特遭遇通货膨胀，官员们在等待经济恢复平稳。对俄贸易占立陶宛贸易的80%，政府需要找出从卢布区平稳过渡的方式。另外，立陶宛还需要筹集基金作平准基金。

### 筹集基金
最初，立陶宛没有黄金或任何其他证券来支持立特的发行。立陶宛需要大约2亿美元来构成平准基金。首先，它寻求从法国、英国、瑞士恢复其战前约10吨的黄金储备。在两次世界大战间的战间期，立陶宛在外国银行储备了大量黄金，1940年立陶宛被占领后，这些黄金储备变为“无主”了：不再有立陶宛这个国家，且大多西方国家谴责苏联的占领是非法的，不承认苏联是该储备的继承者。例如，英格兰银行1967年将该储备出售给了苏联。然而，1992年1月，它宣布那次出售是“对波罗的海三国人民的背叛”，它将按原本的存放储量，把已价值9000万英镑的黄金储备归还给波罗的海国家的人民。立陶宛收到了1850万英镑或95000盎司的黄金并保持为该行的客户。相似地，1992年3月，立陶宛从法兰西银行收回了黄金，随后从瑞典中央银行也收回了。
1992年4月29日，立陶宛加入国际货币基金组织。1992年10月，国际货币基金组织给予立陶宛第一笔230.5万美元的贷款来建立平准基金。然而，据估计，立陶宛在发行新货币时仅筹集到了1.2亿美元来做平准基金。为了避免进一步损害立特的声誉和信任，这在当时的一小段时间里曾是一个秘密。

### 推迟发行
根据《立陶宛晨报》记者的调查，立特的发行曾被有意推迟。例如，印制钞票的600万立特资金在瑞典一家银行的零息账户中待了一年。到1992年立特准备发行的时候，新纸币的质量却极端低劣，利用简单的彩色打印机就可以伪造它们，尤其是10、20和50立特的纸币。
新当选的总统阿尔吉尔达斯·布拉藻斯卡斯在离立特发行仅两个月时，以不胜任的理由撤掉了立陶宛银行行长维柳斯·巴尔迪希斯（Vilius Baldišis）。巴尔迪希斯后来被控因过失而使立陶宛浪费300万美元。巴尔迪希斯的解释是他为了降低印制纸币的开销而没有订购更好的防伪措施。同时，美国钞票公司被指违背了合同条款。
但是当新系列的立特纸币被重新设计、重新印制，并在1993年6月发行时，它的质量依旧是太低劣，因而必须在未来进一步重新设计。这所有的丑行和薄弱的黄金储备（1.2亿而非2亿）都破坏了立特的声誉。新任命的行长罗穆阿尔达斯·维索卡维丘斯（Romualdas Visokavičius）迅速令事情改观，获得了公众的信任。然而，同年10月，他就因参与私人银行Litimpex而被要求辞职了。

### 发行

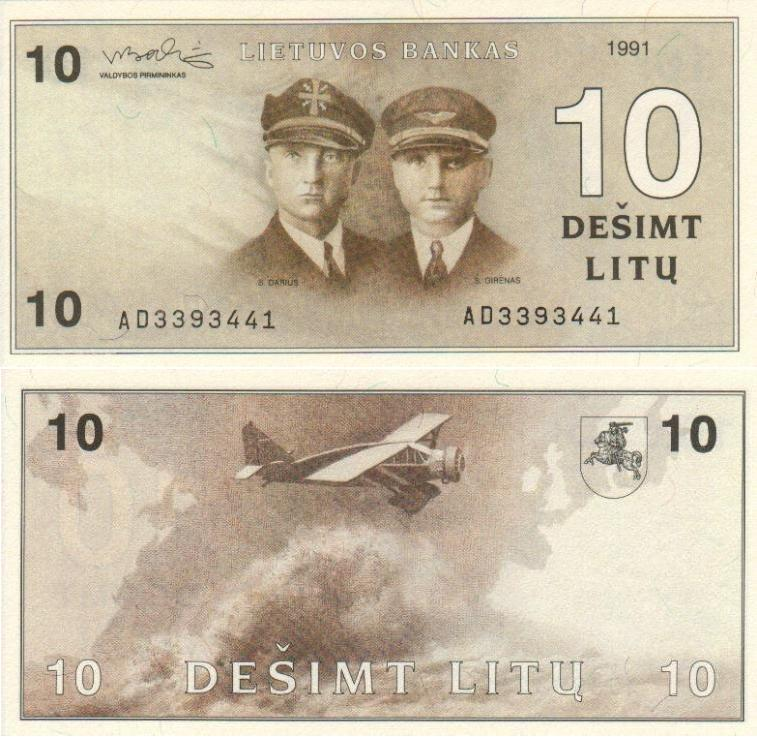
缺乏必要防伪措施的早期立特纸币

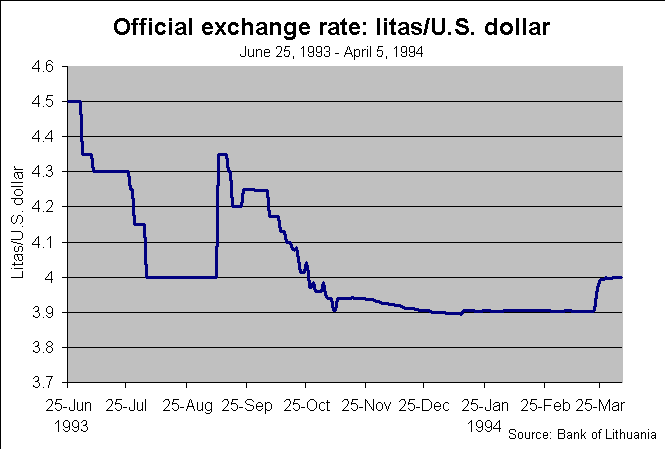
1993年6月至1994年3月间立特对美元汇率变动，据立陶宛银行公布数据

1993年6月25日，立特总算以1立特等于100塔龙那的比率发行。1美元值4.5立特，几周后降到了4.2立特。立陶宛政府允许将不限量的塔龙那兑换成立特，而且不必说明塔龙那的来源，这使犯罪集团轻易地洗白了他们的资金。
塔龙那在7月份逐步退出流通，并于8月1日停止流通，而立特成为唯一的法定货币。随着立特的发行，立陶宛曾致力于将美元清出市场。塔龙那从未获得大众的信任，而卢布又非常不稳定，因此人们开始转而使用美元了，另一种替代品是德国马克，但它无法获得足够大的量。很多商店以包括美元在内的多种币种标注价格，并且由于使用外币交易是合法的，立陶宛当时的经济非常的“美元化”。
由于制作低劣，塔龙那和早期立特的纸币非常容易伪造。很多商店被迫使用紫外线进行验钞。一个团伙曾在土耳其伪造了大量的500塔龙那纸币，据估计可达14万立特之多。
从1994年4月1日至2002年2月1日，立特汇率一直以4：1的比率紧盯美元，在固定汇率前的半年时间里，立特对美元汇率一直在3.9左右。选择固定汇率的主要原因是人们为新货币体系的不信任、对货币汇率高波动的恐惧、吸引外国投资的需求和国际货币基金组织的推荐。紧盯是每年进行重新确定的。立特曾短暂的盯紧过一篮子货币欧洲货币单位。在这一时期，立陶宛还建立了联系汇率制度。

### 立特与欧元
2002年2月2日，立特以3.4528：1的比率挂靠欧元；这一比率直到立特完全被欧元取代都不会改变。此次固定汇率后，立陶宛实际上成为欧元区成员之一。2004年6月28日开始，立特加入欧盟汇率机制ERM II。由于欧元区各国都是自行设计硬币背面图案，立陶宛欧元硬币的设计早在2004年11月11日就正式公布。
由于不符合欧元趋同标准，立陶宛曾多次后延加入欧元区的日期。2014年7月23日，欧盟理事会同意立陶宛于2015年1月1日加入欧元区，立陶宛才通过所有欧盟机构的认定程序，等待成为欧元区第19个成员国。
至2015年1月1日，歐元正式成為立陶宛法定貨幣，而立特則於15日過渡期後全部退出流通。

## 硬币
1993年，立陶宛从苏联独立后首次发行立特，硬币上铸有的造币年份为1991年，币值有1分、2分、5分、10分、20分和50分及1立特、2立特和5立特。1到5分的硬币是铝制的，10到50分的是青铜的，1到5立特的是铜镍合金的。1997年，立陶宛发行了镍黄铜的10分、20分和50分硬币，随后于1998年发行了铜镍合金的1立特硬币和双金属的2立特和5立特硬币。所有硬币侧正面中央都为立陶宛国徽，国徽下方为大写的国号和阿拉伯数字显示的造币年份。
第一批硬币是在英国铸造的，于1990年10月31日到达立陶宛。为降低发行立特的花费，1992年9月成立了国有企业立陶宛造币厂，之后的立陶宛硬币均有该造币厂承接。

### 1991年版
| 币样 | 币值          | 材质            | 直径/mm | 厚度/mm | 质量/g | 币边 |
| ---- | ------------- | --------------- | ------- | ------- | ------ | ---- |
|      | 1分 1 centas  | 铝              | 18.75   | 1.30    | 0.83   | 光边 |
|      | 2分 2 centai  | 铝              | 21.75   | 1.30    | 1.12   | 光边 |
|      | 5分 5 centai  | 铝              | 24.40   | 1.35    | 1.40   | 光边 |
|      | 10分 10 centų | 镍黄铜 铜+锌+镍 | 16.0    | 1       | 1.40   | 光边 |
|      | 20分 20 centų | 镍黄铜 铜+锌+镍 | 17.50   | 1.2     | 2.10   | 光边 |
|      | 50分 50 centų | 镍黄铜 铜+锌+镍 | 21.00   | 1.2     | 3.03   | 光边 |
|      | 1立特 1 litas | 铜镍合金        | 16.75   | 1.5     | 2.35   | 轧线 |
|      | 2立特 2 litai | 铜镍合金        | 20.5    | 1.35    | 3.46   | 轧线 |
|      | 5立特 5 litai | 铜镍合金        | 23      | 1.5     | 4.36   | 轧线 |

### 1997-2014年版
| 币样 | 币值          | 年份*                                                                 | 材质                        | 直径/mm | 厚度/mm | 质量/g | 币边     |
| --- | ------------- | --------------------------------------------------------------------- | --------------------------- | ------- | ------- | ------ | -------- |
| | 10分 10 centų | 1997 1998 1999 2000 2003 2006 2007 2008 2009 2010 2011 2012 2013 2014 | 镍黄铜 （铜+铝+镍）         | 17.00   | 1.70    | 2.60   | 轧线     |
| | 20分 20 centų | 1997 1998 1999 2000 2003 2007 2008 2009 2010 2011 2012 2013 2014      | 镍黄铜 （铜+铝+镍）         | 20.50   | 2.10    | 4.80   | 轧线     |
| | 50分 50 centų | 1997 1998 1999 2000 2003 2008 2009 2010 2011 2012 2013 2014           | 镍黄铜 （铜+铝+镍）         | 23.00   | 2.10    | 6.00   | 轧线     |
| | 1立特 1 litas | 1998 1999 2000 2001 2002 2003 2008 2009 2010 2011 2012 2013 2014      | 铜镍合金                    | 22.30   | 2.20    | 6.25   | 轧线     |
| | 2立特 2 litai | 1998 1999 2000 2001 2002 2003 2008 2009 2010 2011 2012 2013 2014      | 外环：镍黄铜 中央：铜镍合金 | 25.00   | 2.20    | 7.50   | 间隔齿边 |
| | 5立特 5 litai | 1998 1999 2000 2003 2008 2009 2010 2011 2012 2013 2014                | 外环：铜镍合金 中央：镍黄铜 | 27.50   | 2.35    | 10.10  | 轧边**   |
| *：黑体的年份表示该币值的硬币仅在发行套币时发行了这一年份的硬币。 **：5立特硬币的币边轧有文字“PENKI LITAI”（5立特） |               |                                                                       |                             |         |         |        |          |

## 纸币
1993年，票面年份为1991年的立特纸币开始发行，面额有1、2、5、10、20、50和100立特。由于质量太差，第一套纸币非常容易伪造，包括1到50立特面额的第二套纸币迅速开始发行，仅100立特的第一套纸币仍流通。1997年200立特面额的纸币开始发行，2000年500立特的开始发行。
|                                                                              |  | 1立特   | 135×65 | 立陶宛女作家热迈特（1845—1921）的肖像                                          | 位于帕卢舍的圣约萨法特木质教堂                 | 立陶宛国徽       | 1994年 | 2007年3月1日  |
|                                                                              |  | 2立特   | 135×65 | 立陶宛作家和教育家莫蒂埃尤斯·瓦兰丘斯（1801-1875）的肖像                       | 特拉凯城堡                                     | 立陶宛国徽       | 1993年 | 2007年3月1日  |
|                                                                              |  | 5立特   | 135×65 | 立陶宛文学语言乔纳斯·亚布隆斯基斯（1860-1930）的肖像                           | 彼得拉斯·里姆沙的《立陶宛学校》雕塑            | 立陶宛国徽       | 1993年 | 2007年3月1日  |
|                                                                              |  | 10立特  | 135×65 | 著名飞行员斯杰潘纳斯·达留斯（1896—1933）与斯塔塞斯·吉列纳斯（1893—1933）的肖像 | 飞越大西洋的“立陶宛人”号飞机                   | 立陶宛国徽       | 1991年 | 1996年1月1日  |
|                                                                              |  | 10立特  | 135×65 | 著名飞行员斯杰潘纳斯·达留斯（1896—1933）与斯塔塞斯·吉列纳斯（1893—1933）的肖像 | 飞越大西洋的“立陶宛人”号飞机                   | 立陶宛国徽       | 1993年 | 2007年3月1日  |
|                                                                              |  | 10立特  | 135×65 | 著名飞行员斯杰潘纳斯·达留斯（1896—1933）与斯塔塞斯·吉列纳斯（1893—1933）的肖像 | 飞越大西洋的“立陶宛人”号飞机                   | 立陶宛国徽       | 1997年 | 2012年6月1日  |
|                                                                              |  | 10立特  | 135×65 | 著名飞行员斯杰潘纳斯·达留斯（1896—1933）与斯塔塞斯·吉列纳斯（1893—1933）的肖像 | 飞越大西洋的“立陶宛人”号飞机                   | 立陶宛国徽       | 2001年 | 2015年1月16日 |
|                                                                              |  | 10立特  | 135×65 | 著名飞行员斯杰潘纳斯·达留斯（1896—1933）与斯塔塞斯·吉列纳斯（1893—1933）的肖像 | 飞越大西洋的“立陶宛人”号飞机                   | 立陶宛国徽       | 2007年 | 2015年1月16日 |
|                                                                              |  | 20立特  | 135×65 | 立陶宛著名诗人、神甫麦洛尼斯（1862—1932）的肖像                                | 考那斯的维陶塔斯大帝战争博物馆和自由女神       | 立陶宛国徽       | 1991年 | 1994年6月1日  |
|                                                                              |  | 20立特  | 135×65 | 立陶宛著名诗人、神甫麦洛尼斯（1862—1932）的肖像                                | 考那斯的维陶塔斯大帝战争博物馆和自由女神       | 立陶宛国徽       | 1993年 | 2007年3月1日  |
|                                                                              |  | 20立特  | 135×65 | 立陶宛著名诗人、神甫麦洛尼斯（1862—1932）的肖像                                | 考那斯的维陶塔斯大帝战争博物馆和自由女神       | 麦洛尼斯肖像     | 1997年 | 2012年6月1日  |
|                                                                              |  | 20立特  | 135×65 | 立陶宛著名诗人、神甫麦洛尼斯（1862—1932）的肖像                                | 考那斯的维陶塔斯大帝战争博物馆和自由女神       | 麦洛尼斯肖像     | 2001年 | 2015年1月16日 |
|                                                                              |  | 20立特  | 135×65 | 立陶宛著名诗人、神甫麦洛尼斯（1862—1932）的肖像                                | 考那斯的维陶塔斯大帝战争博物馆和自由女神       | 麦洛尼斯肖像     | 2007年 | 2015年1月16日 |
|                                                                              |  | 50立特  | 135×65 | 立陶宛著名民族活动家约纳斯·巴萨纳维丘斯（1851—1927）的肖像                     | 维尔纽斯的圣斯坦尼斯拉夫和圣拉斯洛大教堂及钟楼 | 立陶宛国徽       | 1991年 | 1996年1月1日  |
|                                                                              |  | 50立特  | 135×65 | 立陶宛著名民族活动家约纳斯·巴萨纳维丘斯（1851—1927）的肖像                     | 维尔纽斯的圣斯坦尼斯拉夫和圣拉斯洛大教堂及钟楼 | 立陶宛国徽       | 1993年 | 2007年3月1日  |
|                                                                              |  | 50立特  | 135×65 | 立陶宛著名民族活动家约纳斯·巴萨纳维丘斯（1851—1927）的肖像                     | 维尔纽斯的圣斯坦尼斯拉夫和圣拉斯洛大教堂及钟楼 | 巴萨纳维丘斯肖像 | 1998年 | 2015年1月16日 |
|                                                                              |  | 50立特  | 135×65 | 立陶宛著名民族活动家约纳斯·巴萨纳维丘斯（1851—1927）的肖像                     | 维尔纽斯的圣斯坦尼斯拉夫和圣拉斯洛大教堂及钟楼 | 巴萨纳维丘斯肖像 | 2003年 | 2015年1月16日 |
|                                                                              |  | 100立特 | 135×65 | 立陶宛历史学家西莫納斯·道坎塔斯（1793—1864）的肖像                             | 维尔纽斯大学的圣约翰教堂和钟楼                 | 立陶宛国徽       | 1991年 | 2001年7月1日  |
|                                                                              |  | 100立特 | 135×65 | 立陶宛历史学家西莫納斯·道坎塔斯（1793—1864）的肖像                             | 维尔纽斯大学的圣约翰教堂和钟楼                 | 道坎塔斯肖像     | 2000年 | 2015年1月16日 |
|                                                                              |  | 100立特 | 135×65 | 立陶宛历史学家西莫納斯·道坎塔斯（1793—1864）的肖像                             | 维尔纽斯大学的圣约翰教堂和钟楼                 | 道坎塔斯肖像     | 2007年 | 2015年1月16日 |
|                                                                              |  | 200立特 | 135×65 | 立陶宛著名的哲学家、作家维杜纳斯（1868—1953）的肖像                            | 克莱佩达灯塔                                   | 维杜纳斯肖像     | 1997年 | 2015年1月16日 |
|                                                                              |  | 500立特 | 147×70 | 立陶宛新文化运动先驱文采斯·库迪尔卡（1858—1899）的肖像                         | 立陶宛自由钟和河谷                             | 库迪尔卡肖像     | 2000年 | 2015年1月16日 |
| 这些图片是以每1像素表示1毫米的比例显示的。对于表格的范本，请参阅纸币参数表。 |  |         |        |                                                                                |                                                |                  |        |               |